# Hulikere, Holalkere
Hulikere là một làng thuộc tehsil Holalkere, huyện Chitradurga, bang Karnataka, Ấn Độ.